# Nachal Keret
Nachal Keret (hebrejsky: נחל קרת) je vádí v severním Izraeli.
Začíná v nadmořské výšce okolo 150 metrů ve vysočině Ramat Menaše, v prostoru města Jokne'am, kde odděluje čtvrti Ramat Jokne'am a Giv'at ha-Kalanijot). Vádí směřuje k severovýchodu prudce se zařezávajícím údolím, které je využíváno jako městský park. Mezi vesnicí Jokne'am a městem Jokne'am potom vstupuje do rovinatého a zemědělsky využívaného Jizre'elského údolí. V oblasti údolí je vodní režim změněn kvůli rozsáhlým melioračním zásahům a vádí je tu svedeno do umělých vodotečí napojených na systém řeky Kišon.